# Дриссы
Дри́ссы (бел. Дры́сы) — озеро в Россонском районе Витебской области Белоруссии. Относится к бассейну реки Дрисса, вытекающей из озера.

## Варианты наименования
В русскоязычных источниках также встречаются варианты наименования Дрисса и Дрысы.

## Описание
Озеро Дриссы располагается в 35 км к востоку от городского посёлка Россоны, к северо-западу от деревни Перевоз. В озеро впадает река Уща и вытекает река Дрисса. Ниже по течению Дриссы находится озеро Островцы. Озёра Дриссы и Глыба соединены протокой шириной 15 м и глубиной 2 м.
Площадь поверхности водоёма составляет 2,26 км². Длина — 3,7 км, наибольшая ширина — 0,96 км. Длина береговой линии — 11,4 км. Наибольшая глубина — 3,7 м, средняя — 2,6 м. Объём воды в озере — 5,83 млн м³. Площадь водосбора — 1578 км².
Котловина лощинного типа, вытянутая с северо-запада на юго-восток. Склоны пологие, высотой преимущественно 5—10 м, песчаные, поросшие смешанным лесом. Высота западных склонов достигает 15—20 м. Береговая линия извилистая. Берега высотой до 0,3 м (на западе — до 0,5 м), песчаные, поросшие кустарником и лесом. Пойма шириной 10-30 м (на севере до 200 м) переходит в долину рек Уща и Дрисса. Дно озера плоское. Глубины до 2 м занимают 24 % площади озера, глубины до 3 м — 42 %. Мелководье до глубины 2 м (на севере до 2,5 м) выстлано песком и опесчаненным илом. Глубже дно покрыто кремнезёмистым сапропелем средней мощностью 4,8 м. Слой сапропеля занимает 75 % площади дна. В центре водоёма расположены пять островов общей площадью 1 га.
Озеро проточное, однако подвержено эвтрофикации. 30 % площади водоёма занимает полоса прибрежной растительности шириной от 15 до 300 м, распространяющейся до глубины 2,2—2,5 м. Заросли рдестов местами спускаются на глубину до 3 м.
Обитают лещ, щука, окунь, плотва, густера, линь, сазан, карась, жерех.